# Nikotinplåster

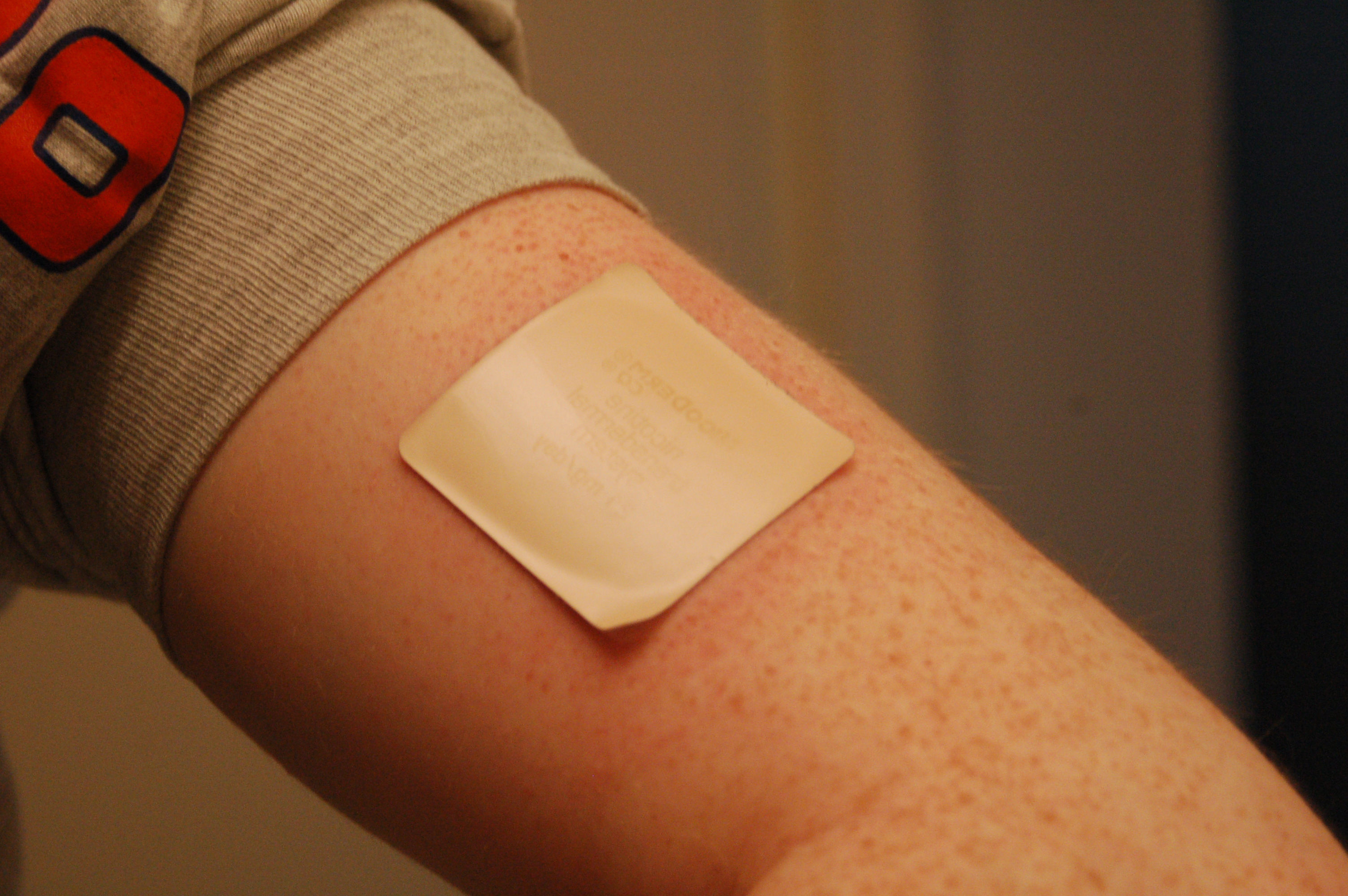
Nikotinplåster

Ett nikotinplåster är ett transdermalt plåster som utsöndrar nikotin in i huden och används vid rökavvänjning. I klininska studier har de visat sig vara dubbelt så effektivt som placebo.

## Biverkningar
De vanligaste biverkningarna vid användning av nikotinplåster är: hudirritation under och runt plåstret, huvudvärk, yrsel och illamående. Mindre vanliga biverkningar är hjärtklappning och hjärtflimmer.

## Alternativa användningsområden
Studier pågår i användningen av nikotinplåster för att lindra postoperativa smärtor, men också för att behandla ångest, depression och ouppmärksamhet hos ADHD-patienter.